# Goldfinger (альбом)
Goldfinger дебюний альбом панк-рок гурту Goldfinger, виданий Mojo Records у лютому 1996 та спродюсований засновником Mojo Records Джеєм Ріфкіном. Альбом став хітом на радіо коледжу. Сингл «Here in Your Bedroom» потрапив у топ 5 рок-хітів США у літку 1996, а також зайняв #47 позицію у чарті Billboard Hot 100 Airplay, зайнявши найвищу позицію для синглу Goldfinger взагалі. Альбом отримав золотий сертифікат у Канаді (50,000 копій) у 2002. Це єдиний альбом гурту де фронтмен Джон Фельдман не є продюсером.
Труби у альбомі записані учасниками каліфорнійських ска-гуртів, зокрема Деном Реганом та тромбон Скотта Клопфенштайна з Reel Big Fish та саксофон Ефрена Сантани з Hepcat. Пол Хемптон з The Skeletones на клавішних, також  він присутній у музичному відео на пісню «Here In Your Bedroom». Обкладинка альбому створена Аланом Форбсом.
Хоча Goldfinger добре відомий як ска-панк альбом, Фельдман не вважає його приналежним до цього жанру.

## Музика та інформація про композиції
Goldfinger записував альбом у студії Hans Zimmer, де записували озвучення для мультфільму Король Лев 2: Гордість Сімби. На честь 20-річчя альбому, Фельдман прокоментував свою музику:
|  | «Там визначено енергію для цього запису. Його музика відрізняється від теперішніх альбомів. Я слухав ...And Out Come the Wolves (Rancid) та Dookie (Green Day) і ці записи мають чудових продюсерів. Роб Кавалло був чудовим продюсером. (Співробітник Blink-182) Jerry Finn був чудовим продюсером. Я слухав наші записи, що я продюсував та це така безконтрольна енергія це дуже круто. Те як ми робили цей запис було так непрофесійно та все ж це працювало. Я співав у невідповідному голосі. Я прийшов до свого власного співу аж у третьому альбомі. Перший запис де я рухався десь між Джо Стра́ммером (The Clash), Тімом Армстронґом (Rancid), трохи з Exploited, трохи сильного англійського акценту але в цьому є щось дуже невинне. У той час я продавав взуття. Я був справжнім відчайдушним хлопчиком, який намагався не жити в роздрібній торгівлі.» Оригінальний текст (англ.) [«There's definitely an energy to that record. It sounds different to the contemporary albums. I listen to (Rancid's) ...And Out Come the Wolves and (Green Day's) Dookie and those record [sic] have proper producers. Rob Cavallo was a proper producer. (Blink-182 collaborator) Jerry Finn was a proper producer. I listen to our records that I produced and there's this unconfined energy that's very cool. The way we made that record was so backwards and unprofessional and it worked. I sang in an unauthentic voice. I came into my own as a singer by album three. The first record I was channeling somewhere between (The Clash's) Joe Strummer, (Rancid's) Tim Armstrong, some Exploited, some forced English accent but there's something very innocent about it. At the time I was selling shoes. I was this desperate kid trying hard not to have a life in retail.»] Помилка: [undefined] Помилка: {{Lang}}: немає тексту (допомога): текст вже має курсивний шрифт (допомога) |

Перший трек альбому «Mind's Eye» є першою композицією написаною Фельдманом для Goldfinger. «Anything» була напмсана коли Фельдману було 17 років.

## Список композицій
Автор музики і слів Джон Фельдман, окрім зазначених. 
| #   | Назва                                       | Тривалість |
| --- | ------------------------------------------- | ---------- |
| 1.  | «Mind's Eye»                                | 2:09       |
| 2.  | «Stay»                                      | 2:21       |
| 3.  | «Here in Your Bedroom»                      | 3:10       |
| 4.  | «Only a Day»                                | 2:15       |
| 5.  | «King for a Day»                            | 3:43       |
| 6.  | «Anxiety»                                   | 2:21       |
| 7.  | «Answers» (Фельдман, Чарлі Паулсон)         | 2:40       |
| 8.  | «Anything»                                  | 2:45       |
| 9.  | «Mable» (Фельдман, Паулсон, Саймон Вільямс) | 2:19       |
| 10. | «The City With Two Faces»                   | 1:46       |
| 11. | «My Girlfriend's Shower Sucks»              | 1:07       |
| 12. | «Miles Away»                                | 1:54       |
| 13. | «Nothing to Prove» (Фельдман, Паулсон)      | 2:31       |
| 14. | «Pictures»                                  | 2:20       |
| 15. | «Phonecall»                                 | 2:31       |
| 16. | «Fuck You and Your Cat»                     | 1:19       |

## Учасники запису
- Джон Фельдман — гітара, вокал
- Чарлі Паулсон — гітара, вокал
- Дерін Пфайфер — ударні, вокал
- Саймон Вільямс — бас-гітара, вокал